# معسكر تريزنشتات

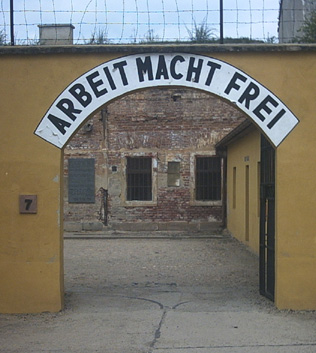

معسكر تريزنشتات أو غيتو تيرزينشتات أو الحي اليهودي تيرزينشتات كان معسكر اعتقال أنشأه البوليس السري النازي الغيستابو خلال الحرب العالمية الثانية في مدينة تيريزين (بالألمانية: تيريزينشتات)، الواقعة في تشيكوسلوفاكيا إبان الاحتلال الألماني لتشيكوسلوفاكيا.
مات عشرات الآلاف من الأشخاص في المعسكر، قُتل بعضهم على الفور، بينما مات آخرون بسبب سوء التغذية والمرض. تم احتجاز أكثر من 150،000 شخص آخر (بما في ذلك عشرات الآلاف من الأطفال)

## أعلام
- ماكس هيرمان
- يوجين بورغ
- كليمنتين كريمر
- ألفريد فلاتوف
- الكسندر بير